# Буза, Михаил Константинович
Буза Михаил Константинович (род. 1940, в д. Залюбичи Брестской области) — доктор технических наук, профессор, член (академик) Международной академии информатизации.

## Краткая биография
В 1959 г. окончил школьное отделение Пинского педагогического училища. В 1965 г. окончил математический факультет БГУ со специализацией по вычислительной математике. С 1966 г. обучался в аспирантуре при кафедре электронных математических машин БГУ. В 1972 г. начал преподавательскую работу на кафедре математического обеспечения ЭВМ ФПМИ. В 1975 г. назначен исполняющим обязанности заведующего кафедрой, а с 1977 г. по 2005, а также с 2011 по 2015 работал в должности заведующего кафедрой математического обеспечения ЭВМ (приказом № 654-ОД от 21.11.2010 кафедра МО ЭВМ переименована в кафедру многопроцессорных систем и сетей (МСС)). С 1 сентября 2015 г. работает в должности профессора кафедры многопроцессорных систем и сетей. В 1971 г. защитил диссертацию на соискание ученой степени кандидата физико-математических наук по специальности «Теоретическая кибернетика». В 1976 г. присвоено ученое звание доцента, в 1988 г. — ученое звание профессора. В 1992 г. защитил докторскую диссертацию по специальности «Математическое и программное обеспечение вычислительных машин, комплексов и компьютерных сетей» на тему: «Методы и средства двумерной обработки данных в системах параллельного действия». В июле 2021 года завершил трудовую деятельность в БГУ.

## Научная деятельность
Область научных интересов — теория взаимодействующих процессов, распределенная обработка данных и архитектура многопроцессорных систем и компьютерных сетей. Он разработал новый метод кодирования данных, базирующийся на теории вычетов, н метод двухкоординатной обработки программ и данных, позволяющих существенно увеличить скорость вычислений на многопроцессорных системах и в компьютерных сетях задач, плохо распараллеливаемых, а также структуру двухуровневой многопроцессорной системы с комбинированным управлением. Михаил Константинович внес значительный вклад в становление и развитие специальности «Информатика». Он являлся автором типовой для университетов СССР программы дисциплины «Архитектура вычислительных и операционных систем». Им разработан и обоснован научно-методический принцип дифференциации и интеграции предметных знаний, который обеспечивает преемственность, непрерывность и востребованность знаний при подготовке специалистов в области информатики. Подготовил 7 кандидатов наук. М. К. Буза на протяжении длительного времени работает председателем секции информатики, информационных технологий и электронных средств обучения при Научно-методическом центре Минобразования РБ, в двух Советах по защите докторских диссертаций, председателем секции информатики и вычислительной техники Республиканской терминологической комиссии при Минобразовании РБ, председателем жюри Республиканской и Международных олимпиад по информатике. Награжден нагрудным знаком «Отличник образования Республики Беларусь» (2000), присуждено почетное звание «Заслуженный работник Белорусского государственного университета» (2011).

### Ученые степени и звания
- Кандидат физико-математических наук, 1971
- Доцент, 1976
- Доктор технических наук, 1992
- профессор, 1988

### Научные интересы
- Направления исследований
- теория взаимодействующих процессов
- Aрхитектура систем параллельного действия
- кодирование информации

### Организационно-экспертная работа
- работает в двух советах по защите докторских и кандидатских диссертаций
- в качестве председателя/сопредседателя оргкомитетов, программных комитетов, членов таких комитетов и руководителя научных секций регулярно участвует в организации и проведении Международных научных конференций как в своей стране, так и за ее пределами

## Основные труды
Является автором или соавтором более 240 работ, среди которых 11 учебников и учебных пособий, три из которых имеют гриф Министерства высшего и среднего специального образования СССР, три — гриф Министерства образования Республики Беларусь, и два изобретения.
- Лабораторный практикум по математическому обеспечению ЭВМ: В 3 ч. Мн., 1982—1984 (в соавт.);
- Тлумачальны руска-англа-беларускі слоўнік па інфарматыцы. Мн., 1994 (в соавт.);
- Ваш персональный компьютер. Мн., 1995 (в соавт.);
- Операционная среда Windows и ее приложения. Мн., 1997 (в соавт.);
- Введение в архитектуру компьютеров. Мн., 2000.

### Основные публикации
1. Буза, М. К. Системы параллельного действия. Монография./М. К. Буза. — Издательский центр БГУ. 2009.- 415 с.
2. Буза, М. К. Архитектура компьютеров. Учебник для университетов /М. К. Буза. — Изд-во «Новое знание». Мн., 2007. — 559 с.
3. Буза М. К. Работа в Интернете: Учеб. пособие для студентов гума- нит. фак. БГУ / М. К. Буза, Л. В. Певзнер, В. Ю. Сакович. — Мн.: БГУ, 2004. — 121 с.
4. Буза, М. К. Введение в архитектуру компьютеров /М. К. Буза — Мн.: БГУ, 2000. — 235 с.
5. Буза, М. К. Windows -приложения: от операции к реализации /М. К. Буза, Л. В. Певзнер — Мн.: Вышэйшая школа, 1998. — 490 с.
6. Буза, М. К. Толковый русско-англо-белорусский словарь по информатике /Н. П. Гайдуцкая, В. П. Дубков, Л. Ф. Зимянин, Н. А. Коротаев, Л. В. Певзнер, В. В. Пытляк, В. В. Рябый, С. Р. Сорока — Мн.: Вышэйшая школа, 1994 (содержит около 2000 терминов).